# Eugeniusz Szaposznikow
Eugeniusz Szaposznikow (ur. 17 lipca 1917 w Warszawie, zm. 8 lipca 1991 w Nottingham) – kapitan pilot Wojska Polskiego, kapitan (ang. Flight Lieutnant) Królewskich Sił Powietrznych, as myśliwski II wojny światowej. Kawaler Orderu Virtuti Militari.

## Życiorys
Przeszkolenie lotnicze przeszedł w 1. pułku lotniczym. Brał udział w kampanii wrześniowej w 111 eskadrze myśliwskiej. 1 września w walce powietrznej uszkodził samolot bombowy He 111.
Po kampanii przez Rumunię dostał się do Francji. Latał w kluczu frontowym „Ce” por. Arsena Cebrzyńskiego przydzielonym do grupy pościgowej II/6. Po upadku Francji przedostał się do Wielkiej Brytanii, gdzie otrzymał numer służbowy RAF 793414 i PSP P-1653. Ponownie odbył przeszkolenie lotnicze i od 2 sierpnia 1940 roku służył w dywizjonie 303.
Brał udział w bitwie o Anglię. 31 sierpnia 1940 roku strącił Messerschmitta Bf 109, 7 września – Dorniera Do 215 i Bf 109, 11 września – dwa Bf 110, 23 września – Bf 109, 27 września – Bf 109, 7 października – Bf 109 (i drugi Bf 109 uszkodzony).
Od maja 1941 był instruktorem w 8. Szkole Pilotażu. 14 grudnia 1943 roku skierowano go do 316. dywizjonu myśliwskiego. 21 grudnia 1943 r. przeszedł do dywizjonu 303, od 6 lipca 1944 dowodził eskadrą. Od połowy listopada 1944 ponownie w szkole pilotażu.
Po wojnie pozostał na emigracji w Wielkiej Brytanii. Zmienił nazwisko na Sharman. Zmarł 8 lipca 1991 roku, został pochowany na cmentarzu w Henor.

## Zestrzelenia
Na liście Bajana figuruje na 18. pozycji z 8 i 1/3 zestrzelonych i 1 uszkodzonym samolotem.
Zestrzelenia pewne:
- 1/3 Hs 126 – kampania francuska
- Bf 109 – 31 sierpnia 1940
- Do 215 – 7 września 1940 (pilotował Hurricane’a V7244)
- Bf 109 – 7 września 1940 (pilotował Hurricane’a V7244)
- 2 × Bf 110 – 11 września 1940 (pilotował Hurricane’a V7244)
- Bf 109 – 23 września 1940 (pilotował Hurricane’a V7244, zestrzelony Me 109E-7 nr 5094 z 3/LG2)
- Bf 109 – 27 września 1940 (pilotował Hurricane’a V7244)
- Bf 109 – 7 października 1940 (pilotował Hurricane’a V7244, zestrzelony Me 109E-4 nr 5391 z 4/LG2)

Uszkodzenia:
- He 111 – 1 września 1939
- Me 109 – 7 października 1940

## Awanse
- podporucznik pilot – listopad 1941
- porucznik – 1 listopada 1942
- kapitan – 1 listopada 1944

## Ordery i odznaczenia
- Krzyż Srebrny Orderu Virtuti Militari nr 8288[2] (23 grudnia 1940)
- Krzyż Walecznych – czterokrotnie (23 grudnia 1940, 1 lutego 1941[4], 30 grudnia 1944, 31 października 1947)
- Srebrny Krzyż Zasługi z mieczami (16 maja 1948[5])
- Medal Lotniczy – trzykrotnie[1]
- brytyjski Distinguished Flying Medal (30 października 1941)